# Gabriela Krapf
Gabriela Krapf (* 21. Februar 1973 in St. Gallen) ist eine Schweizer Pop- und Jazzmusikerin und Songwriterin.

## Leben und Wirken
Krapf wuchs in Speicher (AR) auf. Sie absolvierte das Gymnasium in Trogen und studierte danach Jazz- und Popgesang am AIM in Wien und am Conservatorium van Amsterdam. Seit 1999 ist sie mit ihrer Band LOBITH unterwegs. Die Band trat unter anderem am Jazzfestival in Montreux, in der Wabe Berlin oder im Reduta Jazzclub in Prag auf. An der AVO Session Basel spielten sie im Vorprogramm von Patricia Kaas. Bei allen Alben zeichnet sie zudem für Musik und Text verantwortlich.
Daneben sang Gabriela Krapf als Gast- und Backgroundsängerin bei verschiedensten Produktionen wie dem Soundtrack „the big one“ (com & com) oder „bersten“ (von Michael Finger),  bei Florian Ast, mit der Bigband The Sound Emotions Orchestra für das Album Start Up the Band, sowie bei Stern & Frei (Warner Music, 2001), DJ Imhoof (Zoom Music 2005), Sequel (Sonar Kollektiv, 2004) und den JCT All Stars (Just in Time, 2019)
Als Jazzsängerin spielte sie 2008 das Album Little Lamp unter dem Bandnamen Krapf ein, zusammen mit Christian Münchinger (Tenorsaxophon, Bassklarinette), Roberto Bossard (Gitarre) und Kalli Gerhards (Kontrabass), das Peter Schmidlin auf seinem Jazzlabel TCB veröffentlichte.
Im Herbst 2009 erschien das Album Click-click Clack-clack des Duos The Homestories (mit Ernst David Hangartner). Bei dieser Hausproduktion spielt Krapf Orgelbass, Keyboard und singt. Es folgte "Aha Aha" und die EPs "1 2 3" und "4 5 6". Im April 2012 wurden The Homestories von Radio SRF3 zum „Best Talent“ gewählt.
2016 veröffentlichte Gabriela Krapf das Album The Great Unknown; dort spielt sie 12 Eigenkompositionen mit Hornarrangementen am Klavier und wird dabei von den drei Bläsern Silvan Kiser (trp), Raffaele Lunardi (sax) und Phil Powell (trb) begleitet.

## Diskografie (Auswahl)
Mit Lobith:
- Five Feet Underground, RecRec 2001
- Panorama, RecRec 2003
- Sunday Land, Monkey Music 2006

Mit Krapf:
- Little Lamp, TCB 2009

Mit The Homestories:
- Click-Click Clack-Clack, Phontastic 2009
- Aha Aha 2012 (Irascible)
- EP "1 2 3" 2013 (Irascible)
- EP "4 5 6" 2014 (Irascible)

Mit Appenzeller Jazzkapelle:
- Ledi (2014, Livealbum, HOFA-Media)

Mit Gabriela Krapf and Horns:
- The Great Unknown 2016

## Lexigraphische Einträge
- Bruno Spoerri (Hrsg.):  Biografisches Lexikon des Schweizer Jazz (CD-Beilage zu: Spoerri, Bruno (Hrsg.): Jazz in der Schweiz. Geschichte und Geschichten). Chronos-Verlag, Zürich 2005, ISBN 3-0340-0739-6.